# Chlorocypha victoriae
Chlorocypha victoriae é uma espécie de libelinha da família Chlorocyphidae.
Pode ser encontrada nos seguintes países: Angola, Camarões, República Centro-Africana, República do Congo, República Democrática do Congo, Uganda, Zâmbia e possivelmente em Guiné Equatorial.
Os seus habitats naturais são: florestas subtropicais ou tropicais húmidas de baixa altitude e rios.
Está ameaçada por perda de habitat.